# Campeonato Mundial de Snowboard de 2009
O Campeonato Mundial de Snowboard de 2009 foi a oitava edição do Campeonato Mundial de Snowboard, organizado pela Federação Internacional de Esqui (FIS). A competição foi disputada entre os dias 17 de janeiro e 24 de janeiro, na cidade de  Hoengseong, na província de Gangwon, Coreia do Sul.

## Países participantes
Participaram do torneiro 405 atletas de 45 federações filiadas a FIS.
| - Andorra (1) - Alemanha (12) - Argentina (1) - Austrália (10) - Áustria (24) - Bahamas (1) - Bélgica (4) - Bósnia e Herzegovina (1) - Brasil (3) - Bulgária (5) | - Canadá (25) - Chile (1) - China (16) - Coreia do Sul (20) - Croácia (1) - Dinamarca (2) - Eslováquia (6) - Eslovênia (15) - Espanha (8) - Estados Unidos (25) | - Estónia (6) - Filipinas (3) - Finlândia (11) - França (21) - Grécia (3) - Hungria (1) - Irão (4) - Itália (17) - Japão (24) - Cazaquistão (2) | - Letônia (3) - Macedônia do Norte (1) - Noruega (13) - Nova Zelândia (7) - Países Baixos (10) - Polónia (7) - Reino Unido (8) - Chéquia (16) - Roménia (4) - Rússia (18) | - Sérvia (3) - África do Sul (1) - Suécia (7) - Suíça (29) - Ucrânia (5) |

## Medalhistas

### Masculino
| Evento                  | Ouro                        | Prata                     | Bronze                            |
| Big air                 | Markku Koski · Finlândia    | Seppe Smits · Bélgica     | Stefan Gimpl · Áustria            |
| Halfpipe                | Ryo Aono · Japão            | Jeff Batchelor · Canadá   | Mathieu Crepel · França           |
| Snowboard cross         | Markus Scheirer · Áustria   | Xavier de Le Rue · França | Nick Baumgartner · Estados Unidos |
| Slalom gigante paralelo | Jasey Jay Anderson · Canadá | Sylvain Dufour · França   | Matthew Morison · Canadá          |
| Slalom paralelo         | Benjamin Karl · Áustria     | Sylvain Dufour · França   | Patrick Bussler · Alemanha        |

### Feminino
| Evento                  | Ouro                        | Prata                      | Bronze                         |
| Halfpipe                | Liu Jiayu · China           | Holly Crawford · Austrália | Paulina Ligocka · Polónia      |
| Snowboard cross         | Helene Olafsen · Noruega    | Olivia Nobs · Suíça        | Mellie Francon · Suíça         |
| Slalom gigante paralelo | Marion Kreiner · Áustria    | Doris Günther · Áustria    | Patrizia Kummer · Suíça        |
| Slalom paralelo         | Fränzi Mägert-Kohli · Suíça | Doris Günther · Áustria    | Ekaterina Tudegesheva · Rússia |

## Quadro de medalhas
| Ordem | País           | Medalha de ouro | Medalha de prata | Medalha de bronze | Total |
| ----- | -------------- | --------------- | ---------------- | ----------------- | ----- |
| 1     | Áustria        | 3               | 2                | 1                 | 6     |
| 2     | Suíça          | 1               | 1                | 2                 | 4     |
| 3     | Canadá         | 1               | 1                | 1                 | 3     |
| 4     | China          | 1               | 0                | 0                 | 1     |
| 4     | Finlândia      | 1               | 0                | 0                 | 1     |
| 4     | Japão          | 1               | 0                | 0                 | 1     |
| 4     | Noruega        | 1               | 0                | 0                 | 1     |
| 8     | França         | 0               | 3                | 1                 | 4     |
| 9     | Austrália      | 0               | 1                | 0                 | 1     |
| 9     | Bélgica        | 0               | 1                | 0                 | 1     |
| 11    | Alemanha       | 0               | 0                | 1                 | 1     |
| 11    | Estados Unidos | 0               | 0                | 1                 | 1     |
| 11    | Polónia        | 0               | 0                | 1                 | 1     |
| 11    | Rússia         | 0               | 0                | 1                 | 1     |
|       | TOTAL          | 9               | 9                | 9                 | 27    |